# Roberto Bonadimani
Roberto Bonadimani (* 27. April 1945 in Sona, Provinz Verona, Italien) ist ein italienischer Comicautor und -zeichner.
Bonadimani begann seine Comickarriere im Jahr 1973, als er für den Sansoni-Verlag Beiträge zu SuperVip, Horror Pocket und Liber Pocket zeichnete. Im Jahr 1975 wechselte er zu Editrice Nord, wo er für Cosmoinformatore den Comic Cittadini dello Spazio schuf, der später auch als Album veröffentlicht wurde. Editrice Nord und Cosmoinformatore sind auch die wesentlichen Kanäle für seine Veröffentlichungen.
Bonadimani, der für lange Zeit nur nebenberuflich zeichnete, lebt und arbeitet in Verona.